# Slinavka i šap
Slinavka i šap (lat. Aphthae epizooticae) je zarazna bolest koja je tijekom povijesti utvrđena u svim područjima s razvijenim stočarstvom. Iz endemskih žarišta, svaki do sedam tipova virusa koji ju uzrokuju neprekidno prijete izazivanjem epizootije u drugim područjima. 
Vrlo je zarazna bolest, lako se i brzo širi na velike udaljenosti, a teško ju je zaustaviti. To je primarno bolest papkara, a od njih na prvom mjestu goveda. Ovce, koze i osobito svinje obolijevaju rjeđe, a bolest kod njih obično ima i blaži tijek. Iznimno mogu oboljeti i životinje koje se ne ubrajaju u papkare pa i čovjek. Međutim, oni vrlo često prenose virus i šire zarazu, pogotovo u današnje vrijeme razvijenog i brzog prijevoza. Mortalitet iznosi preko 90 %.

## Znakovi i simptomi
Bolest se manifestira visokom temperaturom te pojavom mjehura (afta) po sluznicama usne šupljine, vimenu, vulvi, međupupčanom prostoru, krunskom rubu (iznad papka) i oštećenjima sluznice probavnog trakta. Zbog pojave mjehura po ustima, životinja obilno slini pa otuda i naziv oboljenja. Nakon jednog do tri dana mjehuri pucaju i na njihovu mjestu zaostaju rane koje se lako mogu inficirati. Štete koje nastaju ogromne su, ne samo zbog uginuća životinja (učestalije kod mladih životinja), već upravo zbog sekundarnih infekcija koje produže vrijeme oporavka životinja, smanjenja mliječnosti i upala vimena, pobačaja i sterilnosti krava.